# Casa INJU
La Casa INJU es el nombre que se le otorga a la sede del Instituto Nacional de la Juventud de Uruguay, ubicado en el barrio Cordón de la ciudad de Montevideo.

## Construcción
El edificio fue construido en los años cuarenta por los arquitectos Hipólito Tournier, Octavio de los Campos y Milton Fuente para albergar a la Agencia Cordón del Banco Mercantil del Río de la Plata.

## Casa INJU
En los años noventa, con la creación del INJU dentro de la órbita del Ministerio de Educación y Cultura, se le asigna dicho edificio para albergar la sede del organismo y las oficinas de orientación y asesoramiento a jóvenes.
En 2016, ya bajo la órbita del Ministerio de Desarrollo Social, el edificio es sometido a una restauración, en la cual se instalan nuevas salas y se definen nuevos espacios para la realización y promoción de actividades culturales y recreativas, llevadas adelante y dirigidas por colectivos juveniles.